# Bataljon (film fra 2015)
Bataljon (russisk: Батальонъ) er en russisk spillefilm fra 2015 af Dmitrij Meskhijev.

## Medvirkende
- Marija Aronova som Marija Botjkareva
- Marija Kozjevnikova som Natalija Tatisjjeva
- Marat Basjarov som Aleksandr Kerenskij
- Irina Rakhmanova som Froska
- Janina Malintjik som Dusja